# Дружелюбівка (Березівський район)
Дружелю́бівка — село Миколаївської селищної громади у Березівському районі Одеської області в Україні. Населення становить 170 осіб.

## Населення
Згідно з переписом УРСР 1989 року чисельність наявного населення села становила 209 осіб, з яких 102 чоловіки та 107 жінок.
За переписом населення України 2001 року в селі мешкало 170 осіб.

### Мова
Розподіл населення за рідною мовою за даними перепису 2001 року:
| Мова       | Відсоток |
| ---------- | -------- |
| українська | 85,88 %  |
| молдовська | 10,59 %  |
| болгарська | 1,76 %   |
| російська  | 1,76 %   |